# 코미디빅리그 이전 출연진 목록
아래는 <코미디빅리그>에 이전 출연진 목록이다.

## 이전 출연진
- 윤석주

- 정종철
- 샘 해밍턴
- 최정화
- 이광채
- 신고은
- 홍경준
- 전환규
- 서성금
- 진나이 토모노리
- 킨니쿤
- 젠지로
- 레큘러
- COW COW
- 쿠마다 마사시
- 한선찬
- 강주원
- 김태길
- 다나카 료
- 이창한
- 전재민
- 김건
- 김주연
- 안양교
- 김승희
- 윤기석
- 조영빈
- 김영식
- 김주환
- 이병호
- 양혜지
- 손민수
- 야미
- 김명선
- 최주연
- 박상현
- 허미진
- 이한별
- 김주호
- 김일권
- 김다온
- 오지헌
- 허성욱
- 강구현
- 박민환
- 리마리오
- 홍석천
- 박휘순
- 안상태
- 안일권
- 임종혁
- 장동혁
- 신봉선
- 강유미
- 장동민
- 김나희
- 이재훈
- 변기수
- 윤형빈
- 윤성호
- 김민수
- 유남석
- 황현희
- 김대범
- 최국
- 김주철
- 정만호
- 홍가람
- 이종수
- 김현정
- 김완기
- 엄승백
- 강성범
- 주성중
- 김일희
- 정삼식
- 이강복
- 이수한
- 김형인
- 유상엽
- 최군
- 이수지
- 문석희
- 한민관
- 변서은
- 강일구
- 고혜성
- 이승환
- 이춘복
- 조우용
- 조상아
- 윤성한
- 김경진
- 이명백
- 송형수
- 박용희
- 정주리
- 김영민
- 윤진영
- 김같이
- 김필수
- 한명진
- 김재우
- 유상무
- 현병수
- 주희중
- 홍동명
- 나상규
- 신기루
- 윤택
- 문규박
- 정현수
- 김인석
- 故최서인
- 박충수
- 김경욱
- 김태환
- 고장환
- 추대엽
- 이세영
- 이상구
- 홍현희
- 오인택
- 조현민
- 남희정
- 김민호
- 임건희
- 박민성
- 박규선
- 변승윤
- 박지현
- 정보현
- 김여운
- 허안나
- 예재형
- 정진욱
- 이재형
- 예재형
- 유세윤
- 이가은
- 박영재
- 박성호
- 김지민
- 윤미숙
- 김완배
- 한현민
- 민찬기
- 박수야
- 하준수
- 안가연
- 설명근
- 양세형
- 조세호
- 남창희
- 김영희
- 장도연
- 강완서
- 김기욱
- 안영미
- 박준형
- 이수근
- 김지현
- 오정율
- 김시우
- 서유기
- 최우선
- 양세찬
- 이세진
- 이승환
- 김진아
- 박소영
- 김해준
- 故이지수
- 박영진
- 김민기
- 이혜지
- 서태훈
- 박경호
- 남호연
- 이상준
- 김성원
- 양배차
- 이정수
- 문세윤
- 정호철
- 나보람
- 황제성
- 이국주
- 연예림
- 최성민
- 김두영
- 최선영
- 신규진
- 양기웅
- 이용진
- 김철민
- 최지용
- 김승진
- 남태령
- 이진호
- 서성경
- 오지택
- 한윤서
- 이은지
- 김용명
- 이은형
- 장홍제
- 전수희
- 홍예슬
- 홍윤화
- 강재준
- 김가은
- 김규원
- 홍순기
- 김병욱
- 양주영
- 김미려
- 박나래
- 이부호